# Зимин, Сергей Иванович
Серге́й Ива́нович Зими́н (21 июня [3 июля] 1876, селo Зуево, Богородицкий уезд, Московская губерния Российской империи — 26 августа 1942, Москва, СССР) — русский театральный деятель, меценат, основатель частного театра «Опера С. Зимина».

## Биография
Сергей Иванович Зимин родился в купеческой семье старообрядцев-беспоповцев (федосеевского старопоморского согласия). Его отец — Иван Никитич Зимин (1818—1887) — был основателем (1884) крупнейшего в России акционерного общества «Товарищество Зуевской мануфактуры И. Н. Зимина».
Учился в Московском коммерческом училище, которое окончил в 1896. Увлёкся музыкой. Брал уроки пения у Н. Н. Кедрова, А. И. Барцала, Н. П. Миллера, постоянно посещал «Частную русскую оперу С. И. Мамонтова, принимал участие в вечерах вокальной музыки известного московского вокального педагога Н. П. Миллера. После ареста Мамонтова в 1899 М. М. Ипполитов-Иванов предложил Зимину возглавить оставшуюся без попечителя оперную труппу, но Зимин, не считая себя готовым к этому, отказался, однако впоследствии видел себя продолжателем традиций мамонтовской оперы. В 1902 в дачном театре в Кускове организовал своё первое предприятие — концерты оперной музыки. С начала 1903 устраивал общедоступные концерты в Зоологическом саду, затем в Сокольниках, на небольшой эстраде Общества народных развлечений. Летом того же года организовал оперные постановки в саду „Гай“ в Кускове и вскоре стал одним из пайщиков оперной антрепризы известного оперного певца М. Е. Медведева». C 1903 года организовывал ученические концерты. В 1904 году поехал за границу (Вена, Берлин, Неаполь, Рим, Париж) для повышения самообразования и знакомства с оперным делом. В этом же году (1904 год) организовал в Москве оперную труппу, положившую начало Оперному театру С. И. Зимина, и Музей оперного театрального искусства.
В 1918 и 1921—1923 Сергей Иванович Зимин — художественный консультант МХАТа, в 1919—1920 — член дирекции «Малой государственной оперы». Одновременно в 1918—1922 заведовал нотной библиотекой музыкальной студии Московского художественного театра.
С началом НЭПа искусство стало немного оживать. В 1922 Зимин, пробуя возродить свой театр, организовал акционерное общество «Первая свободная опера С. И. Зимина», где за 2 года было поставлено свыше 20 опер. В то время на сцене театра прошли знаменитые оперы: «Мазепа», «Кето и Котэ» и т. д.
До 1924 года Зимин занимал должность председателя акционерного общества «Свободная опера С. И. Зимина». 
В 1925—1928 годах театр носил название Экспериментального, в 1929—1935 годах — 2-го Государственного театра оперы и балета, а с 1936 года стал филиалом сцены Большого театра. В этом же году здание было вновь перестроено. В части здания, выходящей на Кузнецкий Мост, жил до своей смерти в 1942 году бывший руководитель оперы С. И. Зимин.
В 1924—1942 — художественный консультант филиала Большого театра.
Похоронен на Преображенском кладбище в Москве.
Жена (с 1918) — Антонина Петровна Шуванова (ум. в 1976), дочь — Ирина Сергеевна Зимина (1919—1966), похоронена рядом с отцом на Преображенском кладбище.

## Оперный театр С. И. Зимина
В состав Оперного театра Зимина вошла, помимо созданной им частной труппы, большая часть труппы «Товарищества артистов московской частной оперы», руководимого М. М. Ипполитовым-Ивановым, которое закрылось в том же 1904 году. В конечном счёте театр возник в результате слияний двух этих трупп.
Открытие театра состоялось 1 (14) октября 1904 на сцене театра «Аквариум» представлением оперы «Майская ночь» Н. А. Римского-Корсакова. С 1908 года «Опера Зимина» ставила спектакли в здании театра Г. Г. Солодовникова.
В 1917, в результате всеобщей национализации после Октябрьской революции, театр 3имина был национализирован, стал государственным и получил новое название Театр Совета рабочих депутатов, с 1919 — Малая государственная опера, с 1921 — Театр музыкальной драмы. Тем не менее, Сергей Иванович 3имин ещё на некоторое время был оставлен там работать в качестве члена дирекции.

## Музей оперного театрального искусства
Музей был открыт одновременно с театром в 1904 году. Сначала музей располагался в помещении театра Солодовникова, но очень скоро двух залов, выделенных для экспозиции, оказалось недостаточно, в 1908 пришлось снять новое помещение из 9 залов в доме на улице Большая Дмитровка, напротив конторы Императорских театров. Экспонатами музея стали работы всех художников «Оперы Зимина», оформлявших спектакли. Это были: И. Я. Билибин, П. П. Кончаловский, А. М. Васнецов, С. Ю. Судейкин, Н. К. Рерих, В. Д. Поленов, А. Я. Головин, В. А. Серов, Ф. Ф. Федоровский, А. И. Маторин, C. Малютин, И. С. Федотов и другие. В музее было собрано «свыше 1000 эскизов костюмов и декораций, множество макетов, афиш, костюмы, сшитые в мастерской театра, а также майолика, которую Зимин приобретал в Абрамцеве у Мамонтова».
Кроме того, он собрал коллекцию живописи, включавшую около 200 полотен, преимущественно русских художников: В. М. Васнецова, В. П. Верещагина, М. А. Врубеля, А. Е. Егорова, П. П. Кончаловского, С. А. Коровина, И. И. Левитана, К. Е. Маковского, С. В. Малютина, А. И. Маторина, В. Д. Поленова, Н. К. Рериха, А. К. Саврасова, С. Н. Салтанова, В. И. Сурикова, Ф. Ф. Фёдоровского, М. И. Шестёркина, И. И. Шишкина.
Как и театр, музей после революции 1917 года тоже был национализирован. Снимавшаяся для музея квартира вместе со всем остальным имуществом Сергея Ивановича Зимина также была национализирована. В 1925 году директором музея стала дочь известного журналиста и писателя Н. В. Гиляровская. Многие экспонаты из собрания музея с 1925 года находятся в запасниках Государственного центрального театрального музея имени А. А. Бахрушина. Часть книг, альбомов, гравюр и фотографий из собрания С. И. Зимина хранятся в Российской государственной библиотеке искусств. В настоящее время картины рассредоточены по разным музеям, в числе которых Государственная Третьяковская галерея, где ныне среди прочих произведений находится приобретённое Зиминым в 1908 году у Мамонтова и висевшее некогда в 1908—1929 на портале театра Зимина, отреставрированное панно М. А. Врубеля «Принцесса Грёза».

## Память
В 1996 в Москве был проведён Международный конкурс вокалистов памяти Зимина в честь 120-летия со дня его рождения.
В Государственном центральном музее музыкальной культуры им. М. И. Глинки при участии правнучки Леонтия Ивановича Зимина (единокровного брата Сергея Ивановича) Веры Михайловны Зиминой (1934—2019) велась работа по изданию дневников С.И.Зимина.